# Île Brady
L'île Brady (en russe : Остров Брейди) est une île de la terre François-Joseph, en Russie. 
Très souvent recouverte de glace, elle est située au nord-ouest de l'île McClintock dont elle n'est séparée que de 8 km par le canal Aberdare et à 3,5 km au sud de l'île Brice séparée par le canal Sidorov. De forme rectangulaire, elle est longue de 14,5 km et large de 7 km. 
Elle a été nommée en l'honneur du naturaliste anglais Henry Bowman Brady (1835-1891). Son cap nord, le cap Wiese, porte le nom de l'explorateur et océanographe russe Vladimir Wiese.